# Cedovim
Cedovim est une paroisse portugaise de la municipalité de Vila Nova de Foz Côa.
Sa superficie est de 30,76 km2 pour 338 habitants (chiffres de 2011) ce qui donne une densité de 14,1 hab/km2.